# Notre-Dame de Walsingham
Pour les articles homonymes, voir Notre-Dame.
Notre-Dame de Walsingham est un titre de la Bienheureuse Vierge Marie vénérée tant par les catholiques, les chrétiens orthodoxes de rite occidental que par certains anglicans. Cette vénération est liée aux apparitions mariales rapportées par Richeldis de Faverches (en), une noble et pieuse dame anglaise, en 1061 dans le village de Walsingham, dans le comté de Norfolk (Angleterre). Lady Richeldis aurait fait construire un bâtiment nommé « La Sainte Maison » (en anglais : The Holy House) à Walsingham, lieu qui est devenu plus tard un sanctuaire et un lieu de pèlerinage.
En transmettant sa tutelle de la Sainte Maison, le descendant de la voyante laisse des instructions pour la construction d'un prieuré à Walsingham qui est confié aux chanoines réguliers de saint Augustin, entre 1146 et 1174. Celui-ci connaît un développement florissant avec de nombreuses visites royales jusqu'à sa destruction au XVIe siècle par Henri VIII. Un sanctuaire est reconstruit au XXe siècle par l’Église catholique, à l'occasion d'une renaissance du culte marial en Angleterre, mais également par les autorités anglicanes qui promeuvent elles aussi cette dévotion à la Vierge.
Le culte de Notre-Dame de Walsingham se développe dans différentes Églises chrétiennes, créant un mouvement œcuménique autour de cette dévotion de la Vierge. Le Vatican montre différentes marques de reconnaissance à ce culte (couronnement canonique de la statue, église érigée en basilique mineure, ...). En Grande-Bretagne les autorités anglicanes elles aussi montrent un intérêt croissant à la promotion de ce culte. Le nombre de pèlerins augmente régulièrement depuis un siècle à Walsingham. Cette dévotion s'étend également à l'étranger comme aux États-Unis.

## Historique

### Le contexte
Au XIe siècle, le village de Little Walsingham était un lieu prospère, situé à mi-chemin entre Norwich (qui est alors la deuxième ville d'Angleterre) et la riche ville de King's Lynn.
Le récit de l'apparition mariale et du début du culte local, est connu à travers des écrits datés du XVe siècle, une ballade anonyme publiée par Richard Pynson, vers 1460 donc largement postérieure à la date des événements relatés. L'étude de l'historien Bill Flint tend à démontrer que ce récit (de l'apparition), rédigé à l'époque de plus grande popularité de cette dévotion et de plus grande prospérité du sanctuaire, aurait été volontairement déplacé à l'époque de l'arrivée de Guillaume le Conquérant et de la conquête normande de l'Angleterre, afin de le rattacher « volontairement » aux premières familles normandes implantées dans la région. En effet, l'historien rattacherait la fondation du lieu de culte à une période antérieure, et à Édith au Col de cygne en particulier, cette dame étant la veuve du dernier roi anglo-saxon, vaincu et tué par les Normands en 1066. D'après John Leland, il existait bien une chapelle à l'époque du roi Édouard le Confesseur (XIe siècle) mais elle n'aurait été que « reconstruite » ou restaurée à cette date, et non construite (ce qui serait compatible avec cette hypothèse).
La statue en bois que l'on peut voir, aujourd'hui dans le sanctuaire, a été sculptée à Oberammergau. Cette représentation de la Vierge à l'Enfant a été faite en s'inspirant d'un ancien sceau médiéval du prieuré de Walsingham qui représentait la statue vénérée à l'époque dans le sanctuaire.

### Contestations et critiques historiques
Il y a un désaccord entre spécialistes sur la date de fondation de la première chapelle dédiée à la Vierge Marie à Walsingham.
L'historien J.C. Dickinson soutient que la chapelle a été fondée à l'époque d'Édouard le Confesseur, vers 1053, les premiers actes nommant Richeldis, la mère de Geoffroy de Favraches, comme fondatrice. Dickinson prétend qu'en 1169, Geoffrey a accordé « à Dieu et à Sainte-Marie et à Edwy son clerc la chapelle Notre-Dame » que sa mère avait fondée à Walsingham avec l'intention qu'Edwy fonde un prieuré. Ces dons furent, peu de temps après, confirmés aux chanoines augustins de Walsingham par Robert de Brucurt et Roger, comte de Claire.
Cependant, l'historien Bill Flint (2015) a contesté la date de fondation établie par Dickinson, arguant que le Norfolk Roll de 1161 fait référence à la fondation du prieuré uniquement et non du sanctuaire. Flint soutient la date antérieure de 1061 donnée dans la ballade de Pynson et affirme qu'en cette année, la reine Édith au Col de cygne, dame du manoir, était la « visionnaire probable de Walsingham »,.

### Apparition mariale

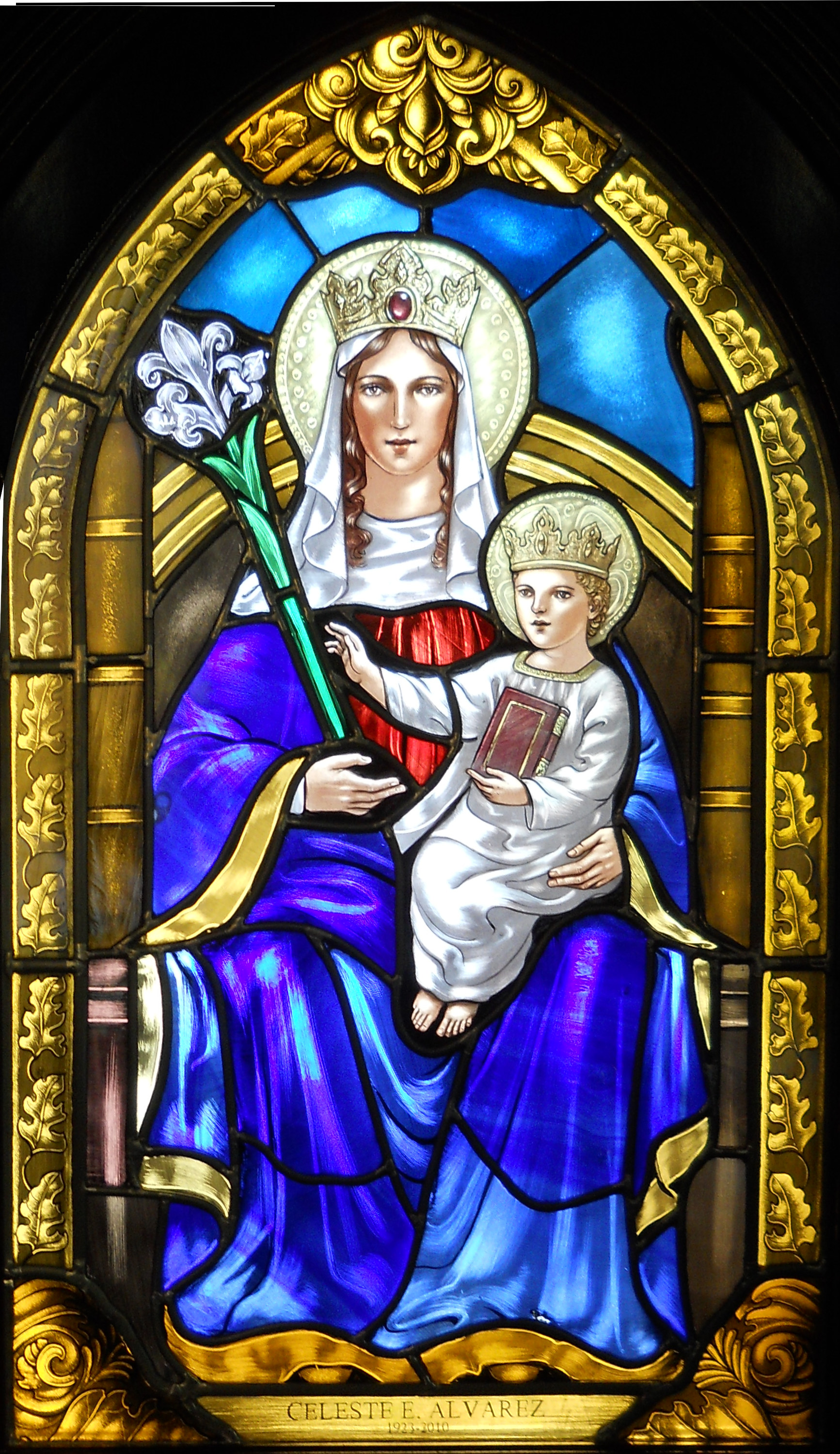
Un vitrail représentant Notre-Dame de Walsingham. Église épiscopale de tous les Saints, Jensen Beach (États-Unis).

Selon la tradition, lors d'une apparition mariale à Lady Richeldis, la Bienheureuse Vierge Marie montra à la voyante, au cours d'une extase mystique, la maison où vivait autrefois la Sainte Famille et dans laquelle l'Annonciation de l'Archange Gabriel avait eu lieu. Madame Richeldis se serait vu confier la tâche de construire une réplique de cette maison dans son village, en Angleterre. Le bâtiment s'est ainsi fait connaitre sous le nom de « Holy House » (Sainte Maison). Le village de Walsingham a alors pris le nom populaire de « petite Nazareth anglaise ».
Toujours selon la légende : « Les matériaux donnés par la dame Richeldis auraient été miraculeusement assemblés pour construire et réaliser la « Sainte Maison », en une nuit, alors que la voyante faisait une veillée de prière ». Si l'historicité de ce récit ne peut être démontrée, les plus anciens écrits historiques relatent la transmission  par Geoffrey de Faverches de sa tutelle sur « la Sainte Maison », avec des instructions pour la construction d'un prieuré à Walsingham. Ce prieuré abrite alors une simple structure en bois (la « copie de la maison de Nazareth »). Les récits relatent également la présence de deux sources « jaillies miraculeusement » et pour lesquelles, des pèlerins ont rapporté des « guérisons miraculeuses » après avoir bu de leur eau.
Ce sanctuaire avait pour vocation d'amener les pèlerins à méditer sur l'Incarnation du Verbe de Dieu et le mystère de l'Annonciation.
Le prieuré passe aux soins des chanoines réguliers de saint Augustin à une date incertaine, située entre 1146 et 1174. C'est ce prieuré qui devient le centre du pèlerinage à Walsingham. Les moines vont ensuite intégrer la « Sainte Maison » dans une construction en pierre pour la protéger des éléments,.

### Grandeur et décadence du pèlerinage

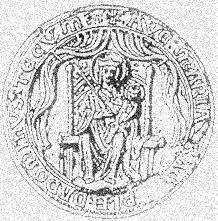
Ancien sceau du prieuré médiéval, avec le texte de l'Annonciation entourant Ave Maria Gratia Plena Dominus Tecum.

Le sanctuaire de Walsingham est un lieu de pèlerinage important à l'époque médiévale. Alors qu'en raison des guerres et des bouleversements politiques, les voyages à Rome et à Saint-Jacques-de-Compostelle devenaient fastidieux et difficiles, la présence d'un sanctuaire sur le sol anglais facilitait par sa proximité et sa sécurité les démarches de dévotion des fidèles,.
La chapelle, enfermée dans l'enceinte du prieuré, voit un flot continu de pèlerins se diriger vers elle. Les offrandes des pèlerins enrichissent rapidement le prieuré, produisant un revenu considérable pendant les quatre siècles de son existence. Ainsi la chapelle (et les moines qui la desservent) se voit attribuer des terres, des dîmes et des fermages. Roger Ascham, après une visite au XVIe siècle déclara : « Les Trois Rois ne seront pas aussi riches, je crois, que l'était la Dame de Walsingham ».
Les rois d'Angleterre s'y rendent d'régulièrement (Henri III, Édouard Ier en 1280 et 1296, Édouard II en 1315, etc.),.
En plus des membres de la famille royale, de nombreux nobles, évêques ou officiers font le pèlerinage, pour répondre à des vœux, ou en remerciement pour des miracles ou des victoires militaires. Chaque pèlerinage est l'occasion d'offrandes importantes au sanctuaire.
Les visites épiscopales de la fin du XVe siècle et du début du XVIe siècle montrent que le prieuré de Walsingham, probablement corrompu par les richesses que les pèlerins offraient au sanctuaire, était la maison religieuse la plus désordonnée et la plus amorale de tout le diocèse. L'évêque du lieu mène un combat acharné pour réformer les mœurs de son clergé, et en 1526, les récits des visites épiscopales semblent rapporter que l'ordre avait été globalement rétabli dans le prieuré.

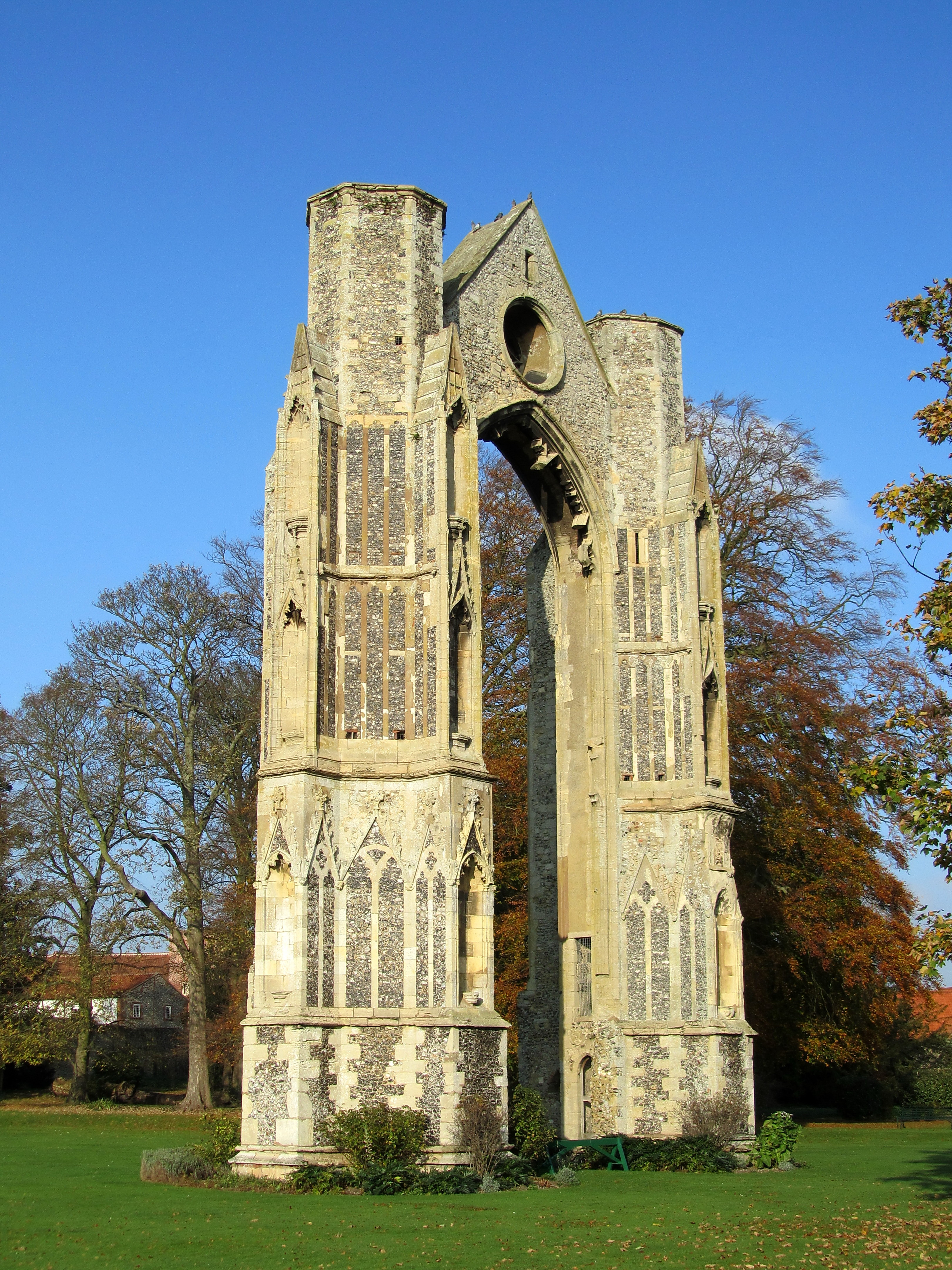
Ruines de l'église du Prieuré de Walsingham. La Sainte Maison aurait été située dessous.

Au moment de sa destruction en 1538 sous le règne d'Henri VIII, le sanctuaire était devenu l'un des plus grands centres religieux d'Angleterre (avec Glastonbury et Canterbury) et d'Europe. La suppression des monastères faisait partie du projet de la Réforme anglaise. En 1530, le prieur de Walsingham, Richard Vowell, signe l'acceptation de la suprématie du roi (sur les religieux). Les actions de Cromwell étaient motivées par des considérations politiques. Si le prieur était manifestement docile, toute la communauté n'était pas du même avis. En 1537, deux choristes laïcs organisèrent « le plus grave complot ourdi au sud du Trent », destiné à résister à ce qu'ils craignaient qu'il n'arrive à leur fondation : sa fermeture. À la suite de cela, onze hommes ont été exécutés. Le sous-prieur, Nicholas Milcham, a été accusé de conspiration pour s'être rebellé contre la suppression des petits monastères et, sur la base de faibles preuves, a été reconnu coupable de haute trahison et pendu à l'extérieur des murs du prieuré.
La suppression du prieuré de Walsingham est intervenue à la fin de 1538, avec l'accord du dernier prieur, Richard Vowell, et sous la supervision de Sir Roger Townshend (en), un propriétaire foncier local,. L'emplacement du prieuré avec le cimetière et les jardins a été accordé par la Couronne à Thomas Sydney. Il n'en restait que la guérite, l'arc du chœur et quelques dépendances.
Si les bâtiments du prieuré furent pillés et en grande partie détruits, son souvenir fut moins facile à éradiquer. Sir Roger écrivit à Cromwell en 1564 qu'une femme de la ville voisine de Wells (maintenant appelée Wells-next-the-Sea) avait déclaré qu'un miracle avait été accompli par la statue après qu'elle eut été emportée à Londres. En riposte, il a fait promener la femme le jour du marché, attachée sur une charrette avec un écriteau sur la tête : « Rapporteuse de fausses histoires », en s'arrangeant pour que la vieille femme soit maltraitée par les villageois. Mais il a conclu son courrier « Je ne peux toujours pas percevoir que la dite statue n'est toujours pas sortie du sommet de leur tête ».

### Destin de la statue

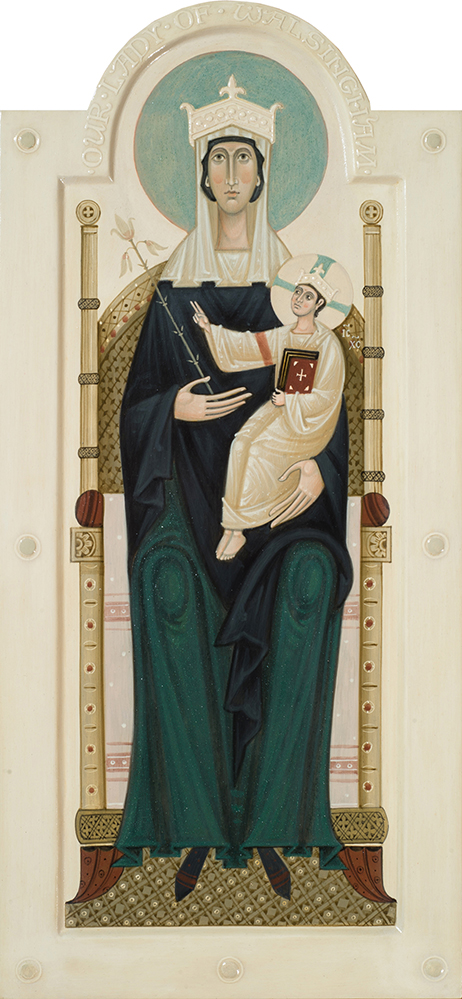
Icône contemporaine de Notre-Dame de Walsingham par l'iconographe Olga Shalamova.

Après le pillage et la destruction du sanctuaire, John Hussey écrit à Lord Lisle en 1538 : « 18 juillet : Ce jour-là, la Dame de Walsingham a été amenée à Lambhithe où se trouvaient à la fois le chancelier du roi et son sceau privé, avec de nombreux prélats vertueux, mais aucune oblation n'a été offerte, ni chandelle : ce qu'elle deviendra n'est pas déterminé ». La statue aurait été brûlée avec des images d'autres sanctuaires à un moment donné, publiquement, à Londres. Deux chroniqueurs, Hall et Speed, suggèrent que l'incendie final aurait eu lieu en septembre.
Bien que Hussey ait prétendu avoir été témoin du déplacement de la statue de Notre-Dame de Walsingham à Londres, il n'existe aucun témoignage oculaire de sa destruction. Bien qu'il y ait des allégations selon lesquelles la statue aurait été détruite, celles-ci ne s'accordent ni sur le lieu, ni sur la date de la destruction. Qui plus est, aucun témoin oculaire n'a rapporté avoir directement assisté à sa destruction. Il y a eu des suggestions persistantes selon lesquelles la statue pourrait en fait avoir été sauvée et cachée par des fidèles.
Le 23 décembre 1925, une statue médiévale de Vierge à l'Enfant, nommée la « Madone de Langham », a été achetée par le Victoria and Albert Museum. Dès 1931, le principal ecclésiastique anglo-papaliste (en) Henry Joy Fynes-Clinton (en) a suggéré que la Madone de Langham pourrait être la statue originale de Walsingham. Les parties restantes (elle est incomplète) ont une ressemblance frappante avec la représentation de la statue sur le sceau médiéval du prieuré de Walsingham. En 2019, les historiens de l'art anglais Michael Rear et Francis Young, après avoir étudié la provenance, la forme et les dommages causés à la Madone de Langham, ont publié leurs conclusions (initialement par le biais du Catholic Herald) selon lesquelles, il s'agit bien pour eux de la statue originale de Notre-Dame de Walsingham,.

### Renaissance moderne
Après près de quatre cents ans d'interruption, le XXe siècle a vu le rétablissement du pèlerinage à Walsingham comme un élément régulier de la vie chrétienne dans les îles Britanniques et au-delà. Dans la ville de Walsingham, il y a aujourd'hui un grand sanctuaire catholique et un autre anglican, ainsi qu'un plus petit orthodoxe,.

#### Chapelle Slipper

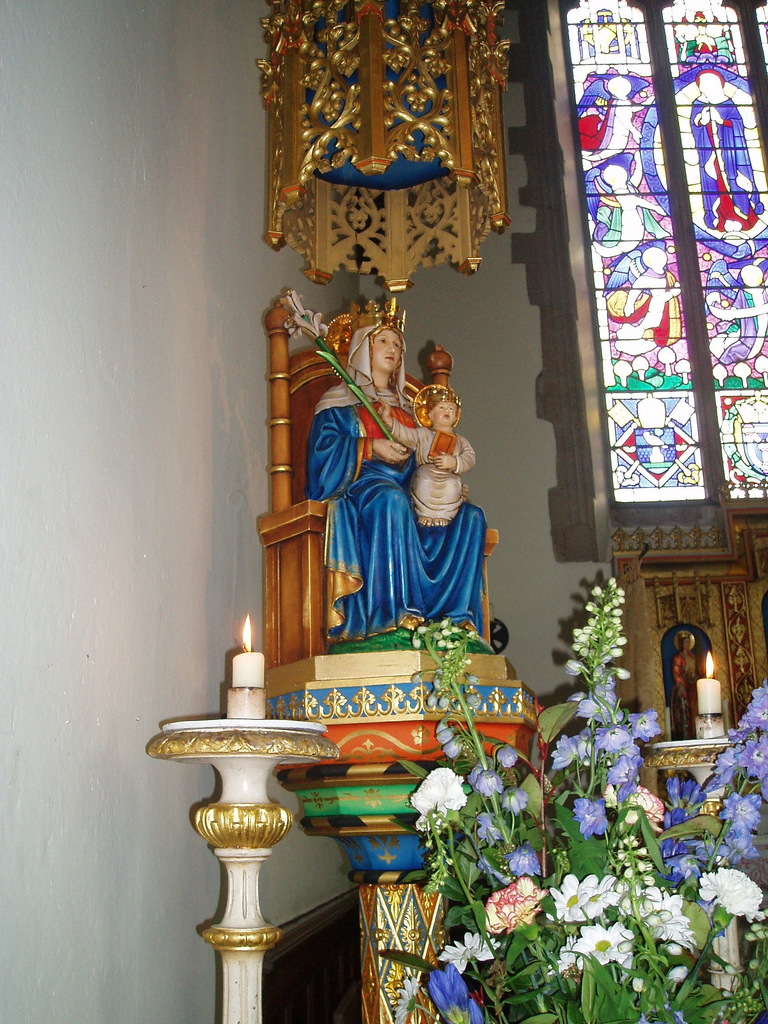
Statue de Notre-Dame de Walsingham, dans la chapelle Slipper.

La chapelle Slipper a été construite à Houghton Saint Giles (en), à un mille de Walsingham en 1340. C'était la dernière chapelle « station » sur le chemin du sanctuaire de Walsingham. C'était ici que les pèlerins enlevaient leurs chaussures pour parcourir pieds nus le dernier « Saint-Mille » jusqu'au sanctuaire. D'où l'appellation de Chapelle (en) « Slipper » (pantoufle ou chausson).
En 1896, Charlotte Pearson Boyd achète la chapelle Slipper qui avait été utilisée durant des siècles pour un usage non religieux. Elle entreprend sa restauration.
En 1897, se déroule le premier pèlerinage catholique (depuis la réforme religieuse du XVIe siècle) dans cette chapelle restaurée. Cette même année, le pape Léon XIII rétablit la « chapelle Slipper » comme sanctuaire catholique,.
La première messe est célébrée dans la chapelle Slipper le 15 août 1934. Quelques jours plus tard, le cardinal Francis Bourne conduit un pèlerinage de 10 000 personnes à la chapelle, et il déclare cette chapelle « sanctuaire national catholique de Notre-Dame de Walsingham ».

#### Sanctuaire anglican
Le père Hope Patten (en), nommé vicaire de Walsingham en 1921, réveille l'intérêt des anglicans pour ce pèlerinage de la Vierge qui existait avant la Réforme anglicane. Il décide de faire sculpter une nouvelle statue de Notre-Dame de Walsingham sur l'image représentée sur le sceau médiéval du prieuré de Walsingham. En 1922, cette statue a été portée dans l'église paroissiale de Sainte-Marie (en), et un pèlerinage régulier est établi. Dès la première nuit où la statue est installée dans l'église, les fidèles se rassemblent autour d'elle pour prier, demandant à Marie de joindre « sa puissante prière » à la leur. Cette œuvre d'intercession se poursuit encore aujourd'hui,,.

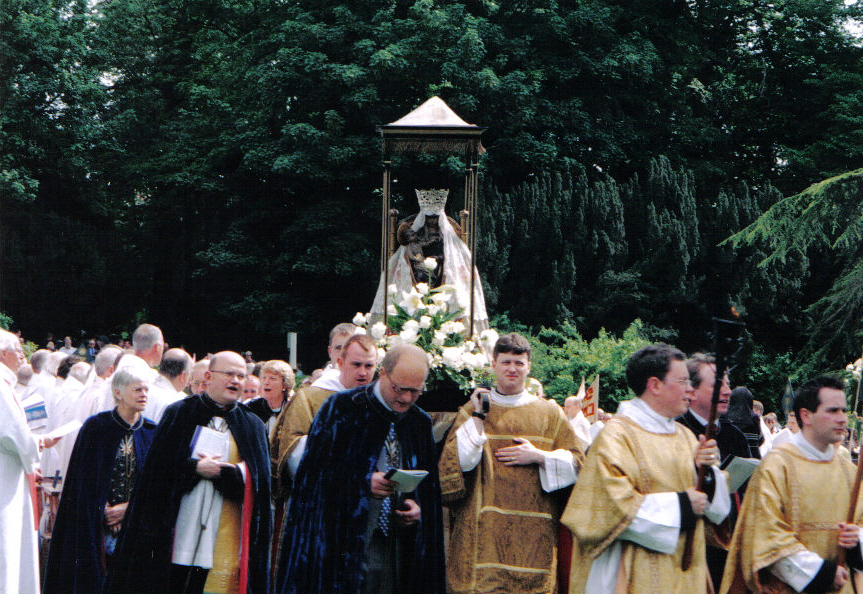
Procession avec la statue de la Vierge lors du pèlerinage annuel anglican de 2003.

Alors que le nombre de pèlerins sur le site augmentait, une nouvelle chapelle est consacrée en 1931 et la statue y est déplacée lors d'une procession spéciale qui se déroule le 15 octobre 1931. La chapelle est agrandie en 1938 pour former l'actuelle église du sanctuaire anglican. En plus de la copie de la statue de Notre-Dame, le sanctuaire possède une réplique de la « Sainte Maison », qui a été reconstruite dans le cadre de la restauration du sanctuaire.
Depuis 2005, le sanctuaire connait plusieurs agrandissements et remaniements. Les jardins du sanctuaire ont été repensés et replantés. La place d'entrée ouest de l'église du sanctuaire a été également réaménagée et un nouvel autel construit dans le jardin. En 2007, un centre d'accueil, une nouvelle zone de réception et des chambres avec salle de bains privative ont été aménagées. Le coût de 2 millions de livres sterling a été financé par les pèlerins et amis du sanctuaire. Les travaux se sont terminés fin 2008. D'autres travaux se sont ensuivis pour restaurer et rénover les bâtiments plus anciens (bâtiments du Collège, logement des prêtres, la bibliothèque, ...).
La possible redécouverte de la statue originale de Notre-Dame de Walsingham dans le Victoria and Albert Museum par des historiens a amené le recteur du sanctuaire à s'exprimer et déclarer que  « même s'il s'avérait que la statue de Langham était la statue originale du sanctuaire, il se contenterait de garder celle du père Hope Patten (en) avait conçu pour la Sainte Maison en 1922 ». Cette statue de 1922 a été restaurée récemment.

#### Sanctuaire orthodoxe
L'église orthodoxe a construit une chapelle dans le village de Walsingham pour y célébrer le culte de la Vierge de Walsingham.

## Vénération et reconnaissances ecclésiales

### Prière
Aujourd'hui, la prière à Notre-Dame de Walsingham proposée par les Églises chrétiennes est la suivante :

« Accorde, nous te prions, Dieu tout-puissant, que, comme dans le mystère de l'Incarnation, la Bienheureuse et toujours Vierge Marie, ait conçu ton Fils dans son cœur avant de le concevoir dans le sein maternel, ainsi nous, ton peuple pèlerin, nous réjouissant de ses soins maternels, puissions l'accueillir dans nos cœurs et devenir une sainte maison, digne de sa demeure éternelle. Par le Christ, notre Seigneur. Amen ».

### Célébrations

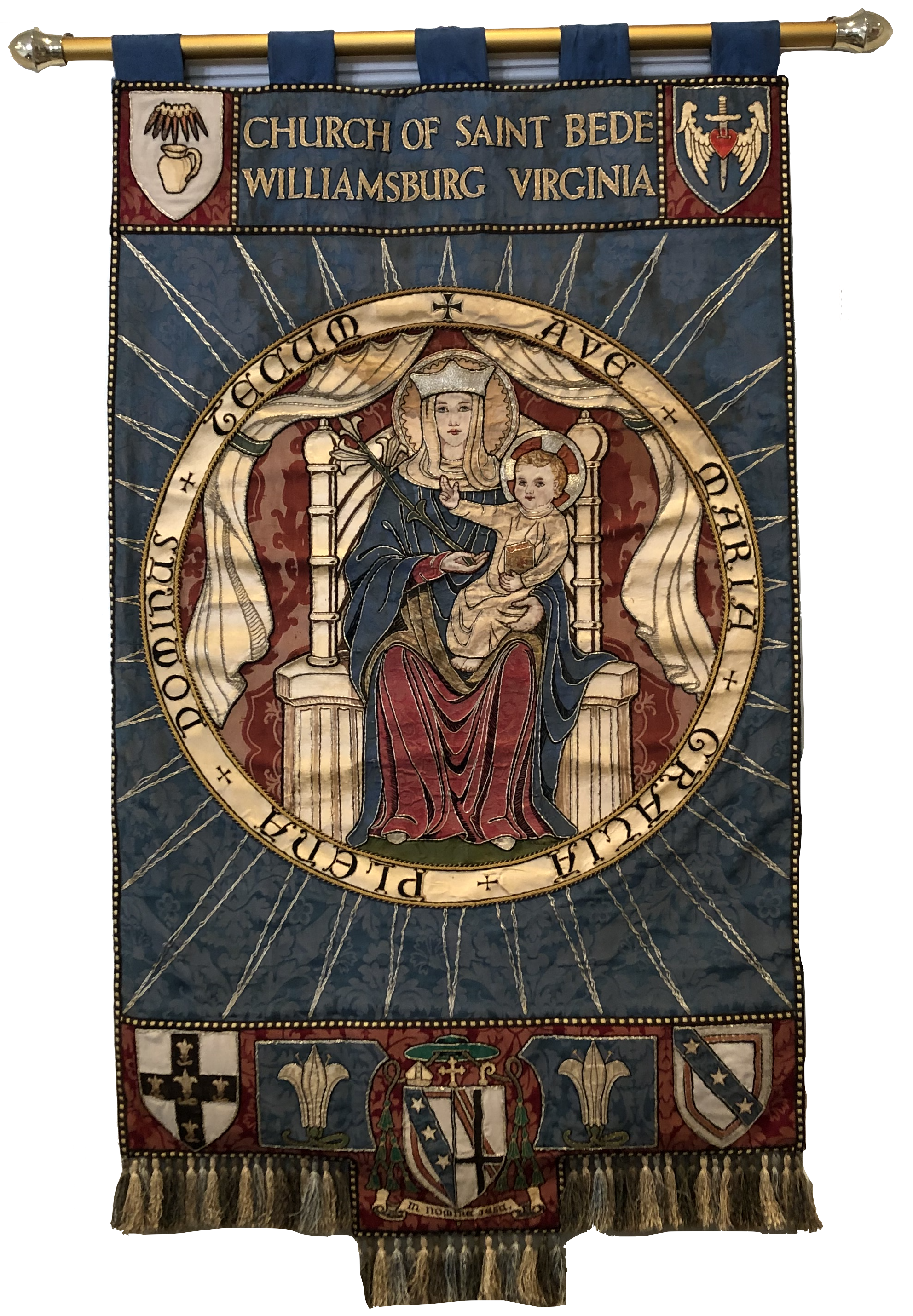
Bannière représentant Notre-Dame de Walsingham.

La fête de Notre-Dame de Walsingham est célébrée le 24 septembre dans les églises anglicanes et catholiques. Les anglicans, en particulier dans la Société de Notre-Dame de Walsingham (en) et le sanctuaire anglican, célèbrent une fête supplémentaire de la translation le 15 octobre de chaque année. Cet anniversaire correspond à la translation de l'image depuis l'église paroissiale de Walsingham jusqu'à l'église du sanctuaire, en 1931. Aux États-Unis, plusieurs églises locales gardent la date du 15 octobre comme fête principale de Notre-Dame de Walsingham, notamment l'Église épiscopalienne et l'Archidiocèse orthodoxe antiochien d'Amérique du Nord.

### Localement
Walsingham présente la particularité de regrouper des chrétiens de différentes confessions. Si les anglicans, catholiques et orthodoxes ont leur propre lieu de culte, les célébrations peuvent très vite prendre une dimension œcuménique. Ainsi, il y a régulièrement des pèlerinages à Walsingham où les pèlerins arrivent à la chapelle Slipper (catholique) et  marchent (parfois pieds nus) jusqu'à la Sainte Maison du sanctuaire anglican,. Mis en place en 1922, le Student Cross (en) est le plus long pèlerinage pédestre en continu de Grande-Bretagne. Il se déroule durant la Semaine Sainte et Pâques pour terminer à Walsingham.
L'évêque anglican de Norwich, le révérend  Graham James (en), a déclaré :« Les anglicans ainsi que les catholiques romains viennent à Walsingham en grand nombre et la relation entre les deux sanctuaires est étroite et solidaire ».

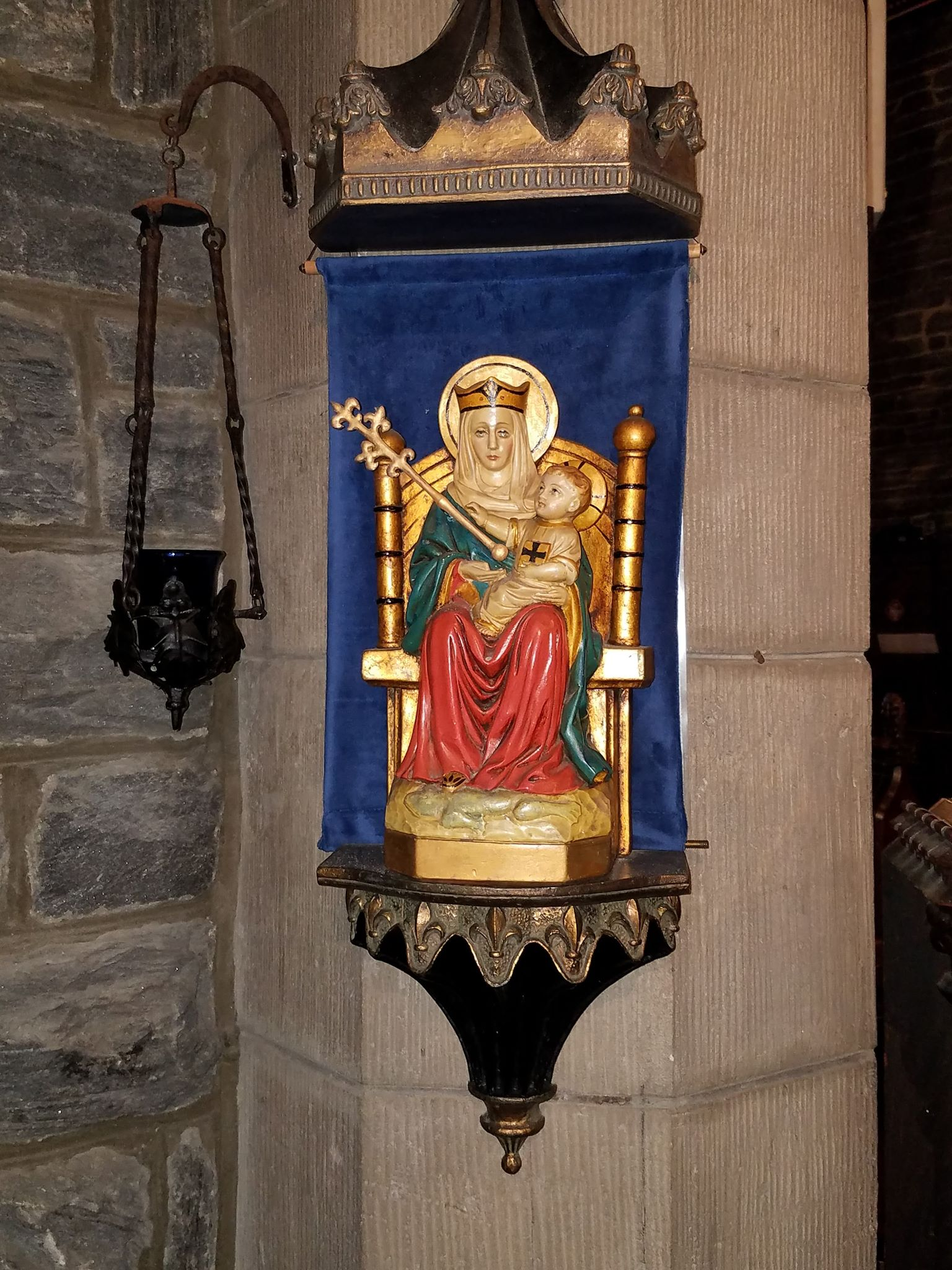
(Rosemont, Pennsylvanie).

### À l'étranger
La dévotion à Notre-Dame de Walsingham est largement présente outre-Atlantique, et dans plusieurs églises chrétiennes. Ainsi, aux États-Unis, le « sanctuaire national de Notre-Dame de Walsingham » est situé à Grace Church (en) dans le Wisconsin pour l'Église épiscopale (qui fait partie de la communion anglicane), et à l'église Saint-Bede, Williamsburg en Virginie pour l'Église catholique. L'ordinariat personnel établi pour les anciens anglicans d'Angleterre et du pays de Galles porte le nom de Notre-Dame de Walsingham. La cathédrale de l'Ordinariat personnel de la chaire de Saint-Pierre à Houston, au Texas, porte le nom de Notre-Dame de Walsingham. Le sanctuaire national catholique de Notre-Dame de Walsingham est une chapelle particulière qui appartient à la paroisse de l'église St Bede (en) à Williamsburg (Virginie).
La paroisse de Mesquite (Texas) du diocèse orthodoxe antiochien de rite occidental a le nom de « Notre-Dame de Walsingham ».

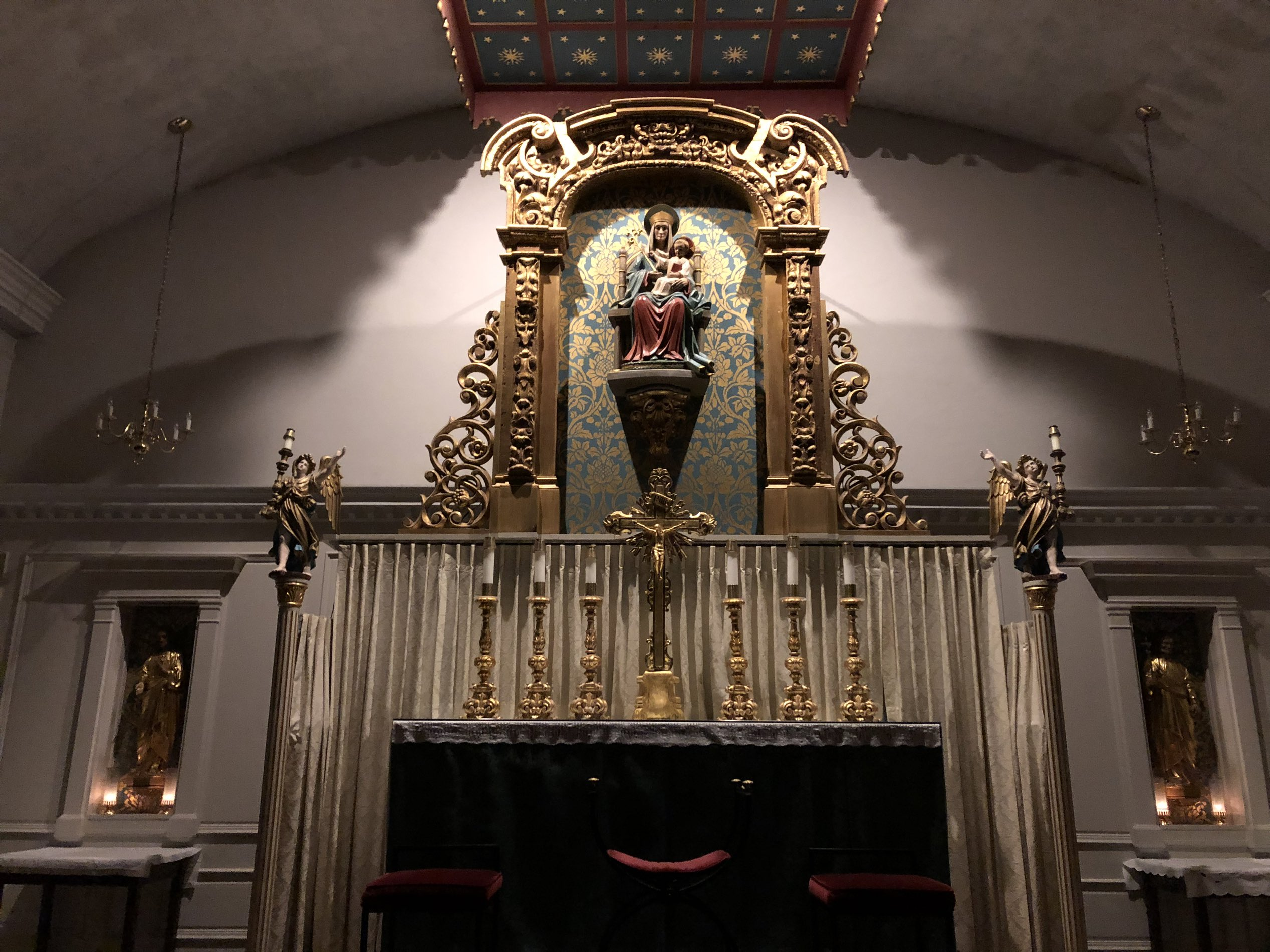
Sanctuaire National Notre-Dame de Walsingham, à Williamsburg (Virginie) aux États-Unis
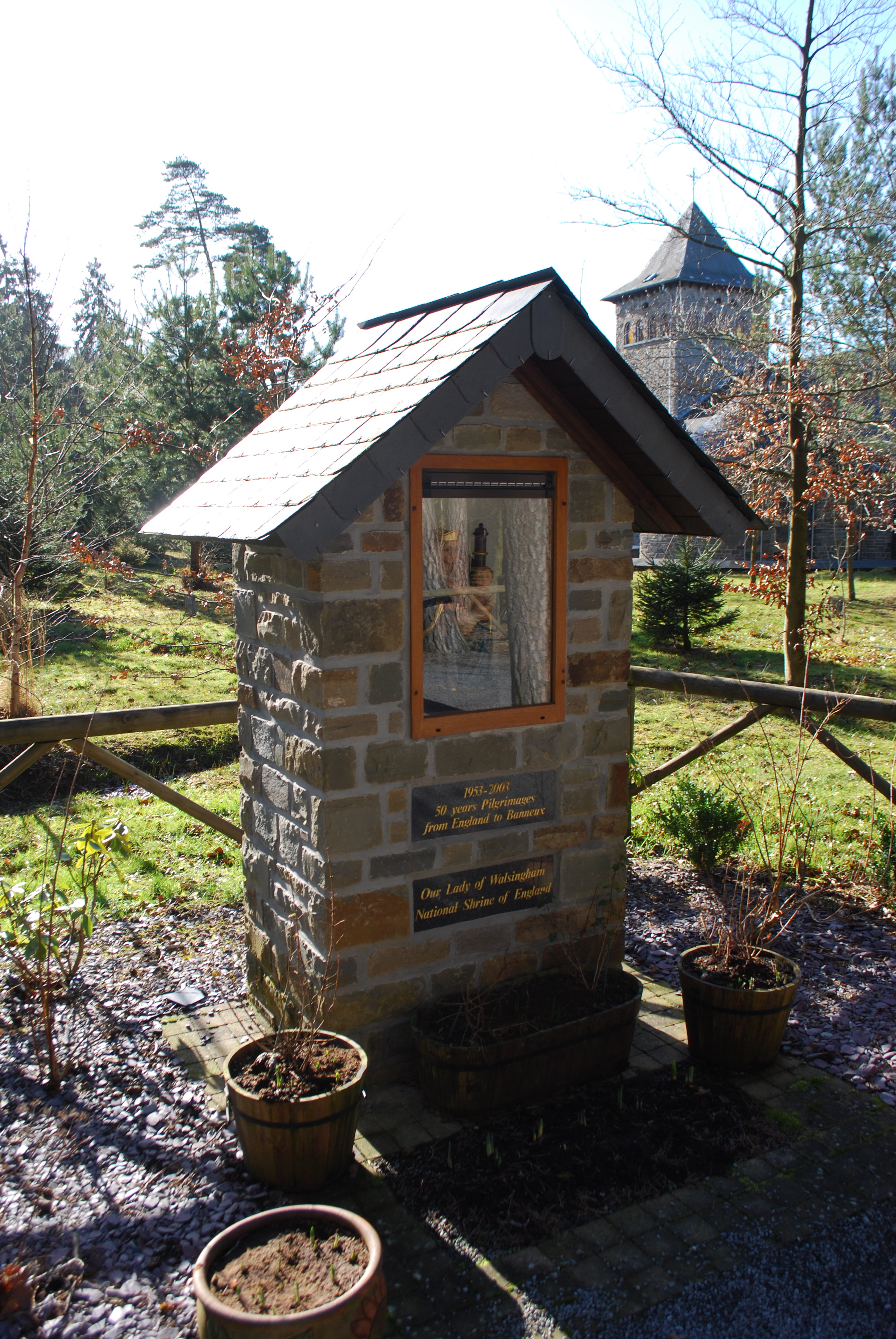
Oratoire à la Vierge de Walsingham à Banneux (Belgique)

### Dans l'Église anglicane

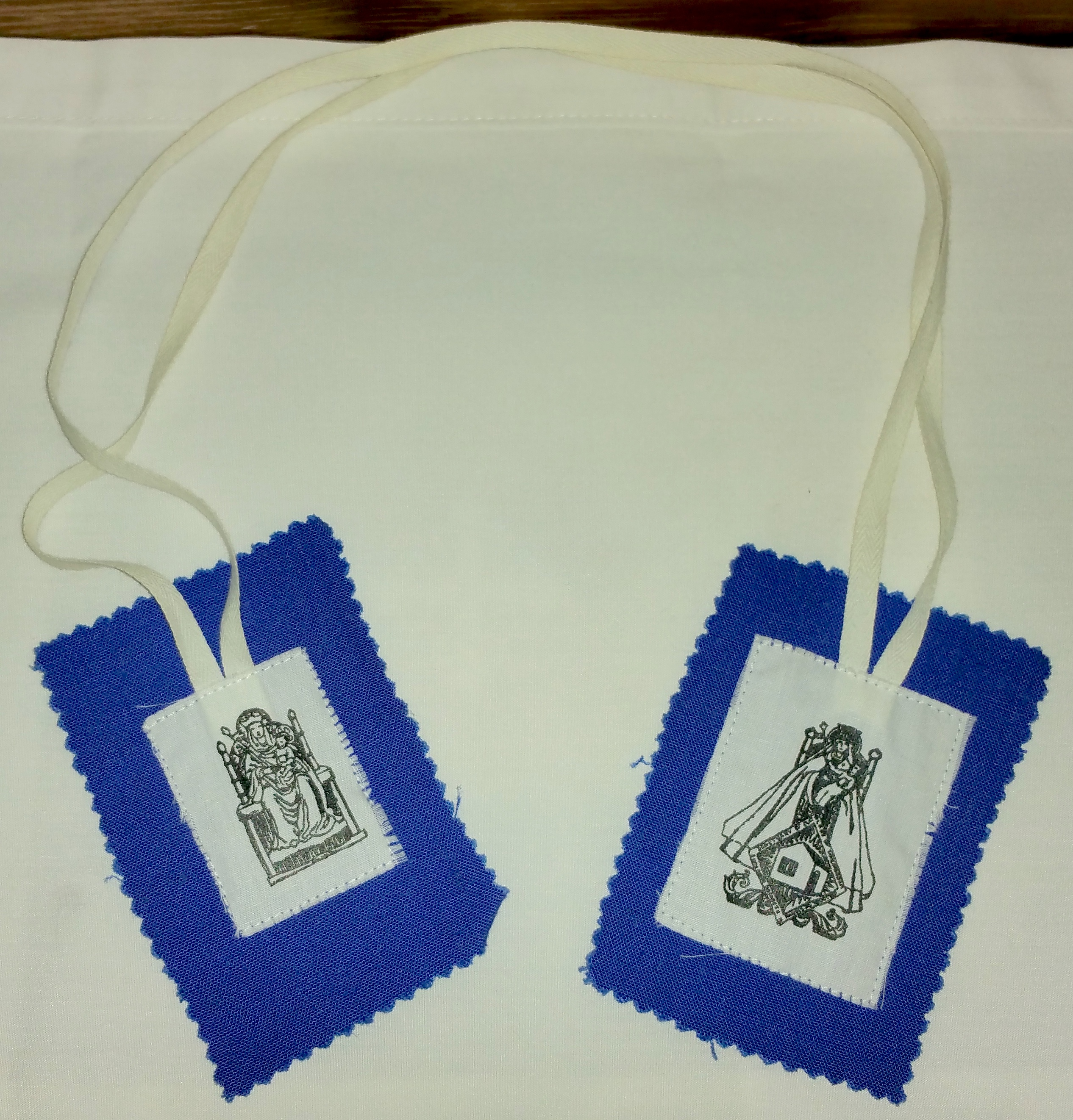
Le Scapulaire de Notre-Dame de Walsingham.

L'Église anglicane invite ses fidèles à fonder des groupes ou communautés appelées « Cell of Our Lady of Walsingham » (Cellule Notre-Dame de Walsingham). Ces groupes de fidèles (au minimum sept personnes), sont regroupés sous forme de petites associations de laïcs ayant pour objet la prière, la « dévotion à Marie, la Mère de Dieu et approfondir la foi en l'incarnation de Notre Seigneur », prier pour la conversion des nations, et la réunion des chrétiens.
L’Église anglicane a également mis en place un scapulaire de dévotion bleu, connu sous le nom de  scapulaire de Notre-Dame de Walsingham (en).

### Dans l’Église catholique
Même si l'apparition mariale de Walsingham n'a jamais fait l'objet d'enquête ni de reconnaissance canonique, L’Église catholique a encouragé le culte et l'a organisé. L’Église, par la personne de différents papes, a également donné des signes de reconnaissance réguliers envers cette dévotion, et envers le sanctuaire de Walsingham :
- Le 6 février 1897, le pape Léon XIII publie un décret papal de Rome bénissant l'image mariale pour la vénération publique.
- Le 15 août 1954 a lieu le couronnement canonique de la statue par le nonce apostolique, Mgr Gerald O'Hara, avec l'accord du pape Pie XII. La couronne en or, financée par les fidèles, est aujourd'hui visible dans la basilique de Notre-Dame de Walsingham[21].
- Le pape Jean-Paul II a vénéré l'image de la Vierge le 29 mai 1982 lors de la messe de la Pentecôte qui s'est déroulée dans le stade de Wembley[21].
- Le pape François a élevé le sanctuaire au rang de basilique mineure le 27 décembre 2015 par un décret apostolique de la Congrégation pour le culte divin et la discipline des sacrements[18],[N 9].

## Notoriété

### En Angleterre, dans l'anglicanisme
Tout au long des années 1920, le nombre de pèlerins croit régulièrement au point qu'un premier lieu d'hébergement spécifique est construit à leur intention. En 1931, une nouvelle « maison sainte » est construite dans la petite l'église de pèlerinage et la statue y est installée avec une grande solennité. En 1938, cette église est agrandie pour former le sanctuaire anglican, distant d'une centaine de mètres du sanctuaire original. Pour répondre à l'afflux croissant des pèlerins, une nouvelle maison « la maison Saint-Joseph » est ouverte pour les accueillir. En 1991, c'est la Maison Richeldis qui ouvre ses portes pour offrir encore plus d'hébergement. Aujourd'hui, la ville abrite de nombreux centres de retraite et auberges de pèlerins.
Durant la préparation des célébrations du millénaire de l'an 2000, la construction d'un nouveau réfectoire a été planifié. Son Altesse Royale la princesse Alexandra a procédé à l'inauguration en 2001. Cette même année, la statue de Notre-Dame a visité cinq cathédrales de Grande-Bretagne dans le cadre d'une série de festivals régionaux. Au cours de l'année 2004 Notre-Dame de Walsingham a effectué une série de visites dans des lieux très variés (un hôpital, une prison, un aéroport, une caserne de l'armée, un collège d'Oxford, une école). Ces deux mois de pèlerinages se sont clôturés par une célébration dans la cathédrale d'York.
L'évêque anglican de Norwich, le révérend Graham James, a déclaré : « Dans une enquête de la BBC en 2006, Walsingham a reçu la distinction d'être le lieu le plus spirituel d'Angleterre ». En mai 2019, un festival s'est tenu pour la première fois dans l'abbaye de Westminster avec la statue de Notre-Dame. La statue y a été portée en procession, et elle a été déposée sur le lieu même où les rois et reines anglais sont couronnés. Une visite de la statue dans le nord de l'Angleterre est également prévue.

### Dans l’Église catholique
Le sanctuaire de Walsingham a rang de sanctuaire national (pour les catholiques) en Grande-Bretagne depuis 1934, et la chapelle Slipper a un rang de basilique mineure depuis 2015.
En 2011, après le passage dans l’Église catholique de trois évêques anglicans, accompagnés de nombreux prêtres, Benoît XVI crée l'Ordinariat personnel de Notre-Dame de Walsingham. Cette structure œcuménique a pour vocation l'accueil des anglicans dans l’Église catholique.

### Dans la culture
La ballade élisabéthaine, « A Lament for Walsingham », exprime la tristesse et la nostalgie des habitants du Norfolk lors de la perte et de la destruction « de leur sanctuaire de Notre-Dame de Walsingham » en 1538.
Érasme cite dans son « son colloque sur les pèlerinages », évoque dans son traité « la richesse et la magnificence de Walsingham » ainsi que certains de ses miracles réputés.

## Source
- (en) Cet article est partiellement ou en totalité issu de l’article de Wikipédia en anglais intitulé « Our Lady of Walsingham » (voir la liste des auteurs).